# Реинкарнация живого Будды
Реинкарнация живого будды (воплощение Далай-ламы, реинкарнация Далай-ламы, Жеребьевка из Золотой урны) — процесс поиска, признания или идентификации следующего Далай-ламы, то есть духовных лидеров тибетского буддизма. Сам процесс является одним из специфических особенностей в тибетском буддизме и является общей практикой обнаружения и инкарнации тибетского иерарха. Действующий Далай-лама XIV Тэнцзиин Гьямцхо был избран именно таким образом. Процесс носит название Жеребьевка из Золотой урны, но не всегда и не обязательно — является одним из давно существующих институтов публичного права на территории КНР, ставящий цель для идентификации реинкарнаций (перевоплощений) духовных лидеров тибетского буддизма, а также для возвышения лам в чинах.

## История
Само понятие реинкарнация, изначально, носит более религиозный характер, группа религиозно-философских представлений и верований, согласно которым бессмертная сущность живого существа (в некоторых вариациях — только людей) перевоплощается снова и снова из одного тела в другое, но в тибетском буддизме термин реинкарнация наряду с общим, имеет также более отличительное значение, это по сути процесс избрания духовного лидера, главы. Ещё в период императора Цяньлуна династии Цин (годы правления с 1736 по 1796 гг.) уже установились определенные правила, предусмотренный порядок процесса реинкарнации живых Будд в Тибете, таким образом имеет более 200 летнюю историю.

История реинкарнации живых Будд насчитывает сотни лет. Сформировались строгие исторические прецеденты и религиозные ритуалы ее процесса.
— Глава администрации Тибета Дзянпа Пуньцог
В тибетском буддизме данная идея получила развитие в понятии тулку (тиб. sprul sku).Тулку признаются намеренные перерождения в людях авторитетных духовных лидеров, которые обрели божественное начало. Развитие учения реинкарнации живых будд также связывают со школой гелугпа. К концу XVIII века уже была сформирована система реинкарнации в Тибете и имела составляющие части, куда входили авторитетные лица, которые участвовали в процессе. Уже в XV—XVI столетиях становится очевидным, что контроль над реинкарнацией означает контроль над самим тибетским теократическим государством. Система реинкарнации, предусмотренная актами цинского законодательства конца XVIII в. почти в неизменном виде просуществовала вплоть до Синьхайской революции 1911 года.

## Процедура процесса
Живой Будда считается перевоплощением покойного ламы, который когда-то был лидером или основателем главной школы тибетского буддизма. Живой Будда наследует не только статус предыдущего ламы, но и его духовную мудрость и знания.
После возникновения системы распознавания тулку получили развитие и распространение различные процедуры, связанные с ее практическим осуществлением. В том случае, если оказывается более одного потенциального кандидата на признание тулку, и выбор сопряжен с трудностями, существует традиция вынесения окончательного решения посредством гадания на шариках из теста (зен так) перед священным изображением с призыванием силы истины.
Институт жеребьевки из Золотой урны был принят тибетским и монгольским духовенством, но на практике жеребьевка применялась не всегда. Жеребьевка должна была проводиться публично в присутствии высшего духовенства и китайских чиновников. Право вытягивания жребия предоставлялось в Лхасе далай-ламе и китайскому амбаню. Под эгидой Госсовета КНР создаются несколько поисковых групп с целью отыскания перерожденца. Эти группы в течение шести лет обследуют 46 уездов в пяти провинциях Тибета. Производятся гадания и ворожба, наблюдение за священными озерами Юнцалуцо и Лхамолхацо, тайное посещение семей, читаются молитвы.
Реинкарнация живого будды включающая процедуру жеребьевки из Золотой урны — довольно уникальное явление в истории становления и развития института жребия в публичном праве. Хотя в различных обществах известны случаи избрания жребием должностных лиц, в том числе и высших, а также ряда духовных лидеров, эти случаи относятся по большей части к ности, когда церковное и государственное право зачастую были неразрывно связаны друг с другом.

## Современное положение
Если до определенного периода процесс являлся больше религиозным ритуалом, то в последнее время процесс начал носить всё более политический характер. Еще тогда понимали тот, кто управляет процессом реинкарнации, тот управляет и самим Тибетом. Вопрос следующей реинкарнации Далай-ламы не воспринимался актуальным в 1959 году, когда Тэнцзиин Гьямцхо, после занятия Тибета Народно-освободительной армией Китая и подписания в 1951 году в Пекине «Соглашения по мирному освобождению Тибета», покинул Тибет и отправился в Индию. Американский буддолог Роберт Турман считает, что сегодня вопрос реинкарнации будды перестал представлять интересы тибетского народа, а больше заключается в определении судьбы Далай-ламы, то есть обнаружения реинкарнации. Существуют разногласия именно вокруг вопроса, является ли процесс сугубо религиозным или больше политическим. Китайское правительство заявляет, что имеет историческое право влиять на процесс идентификации «живых будд» Китайские ученые также утверждают о совместном решении процесса в прошлом, с династией Цин. Именно в конце правления династии Цин и сложился принцип жеребьевки из Золотой урны и саму вазу подарил император тибетским монахам в 1793 году. По словам доцента Высшей школы экономики, китаиста Михаила Карпова КНР надеялся, что 15-м Далай-ламой станет человек, который будет нести тибетцам идеи Коммунистической партии Китая. Подробное описание процедуры проведения выборов Далай-ламы или процесс реинкарнации живой будды снят в нескольких документальных фильмах, международным телеканалом Центрального телевидения Китая CGTN.

Следует помнить, что кроме признанной посредством таких легитимных методов реинкарнации, не может быть распознана и признана никакая другая кандидатура, избранная по политическим соображениям кем бы то ни было, в том числе и в Китайской Народной Республике.
— Далай-лама. Дхарамсала. 24 сентября 2011 г.